# Heterospilus eberhardi
Heterospilus eberhardi (лат.) — вид наездников рода Heterospilus из подсемейства Doryctinae семейства бракониды (Braconidae). Встречаются в Центральной Америке: эндемик Коста-Рики.

## Описание
Мелкие перепончатокрылые насекомые, длина от 2,5 до 4,0 мм. Коричневые (ноги светлее); скапус коричневый; ноги двуцветные (жёлтые и коричневые). Жгутик коричневый с белыми 3-5-м флагелломерами (состоит из 21-26 члеников). Голова в основном гранулированная (лоб, лицо, вертекс). Мезоскутум, скутеллюм и мезоплеврон гладкие. Расстояние между сложным глазом и простым глазком (оцеллием) более чем в 2,5 раза превышает диаметр бокового простого глазка. Маларное пространство больше в 0,25 раза чем высота глаза. Первый тергит брюшка продольно бороздчат. 4-6-й тергиты гладкие. Жилка r переднего крыла равна 75 % от жилки 3RSa. В переднем крыле развита радиомедиальная жилка. Передняя голень с единственным рядом коротких шипиков вдоль переднего края. На задних тазиках ног есть отчётливый антеровентральный базальный выступ, вертекс головы сбоку у глаз нерезко угловатый. Предположительно, как и другие виды рода Heterospilus, паразитируют на жуках или бабочках. Вид был впервые описан в 2013 году американским гименоптерологом Полом Маршем (Paul M. Marsh; Норт-Ньютон, Канзас, США) с группой американских коллег-энтомологов (Wild Alexander L., Whitfield James B.; Иллинойсский университет в Урбане-Шампейне, Эрбана, Иллинойс, США) и назван в честь Уильяма Эберхарда (William Eberhard), собравшего часть типовой серии. От близких видов отличается гладкими долями мезоскутума и двумя отчётливыми продольными килями перед прескутеллярной бороздкой.